# Северный магнитный полюс

Положение северного магнитного полюса в 2017 году

Земля как магнитный диполь.

Се́верный магни́тный по́люс — условная точка в северной полярной области земной поверхности, в которой магнитное поле Земли направлено строго перпендикулярно поверхности.

## Расположение

Траектория перемещения северного магнитного полюса. Красными кружками обозначены точки траектории по данным прямых наблюдений, синими — смоделированные.

Расположение Северного магнитного полюса не совпадает с географическим Северным полюсом. Это приводит к тому, что стрелка компаса показывает на север не точно, а лишь приблизительно. Примерно с начала XVII века полюс располагался под паковыми льдами в границах нынешней канадской Арктики, но в начале XXI века пришёл в быстрое движение и перешёл в Восточное полушарие, а затем и в Арктический сектор России.
Экспедиции по прямому определению местоположения магнитного полюса в Северном полушарии проходили в 1831, 1904, 1948, 1962, 1973, 1984, 1994, 2001 и 2007 годах.
Северный магнитный полюс смещается в северном — северо-западном направлении, кроме того, в течение суток он описывает на поверхности Земли овал с размером большой оси до 85 км.
Таким образом, любые его координаты являются временными и неточными. Со второй половины XX века полюс довольно быстро движется в сторону Таймыра.
Противоположностью Северного магнитного полюса является Южный магнитный полюс, который расположен в Антарктике. В связи с асимметричностью магнитного поля Земли магнитные полюса не являются антиподальными точками.
| Северный магнитный полюс | (2001) 81°18′ с. ш. 110°48′ з. д. | (2004) 82°18′ с. ш. 113°24′ з. д. | (2005) 82°42′ с. ш. 114°24′ з. д.       | (2010) 85°00′00″ с. ш. 132°36′00″ з. д. | (2012) 85°54′00″ с. ш. 147°00′00″ з. д. |
| Южный магнитный полюс    | (1998) 64°36′ ю. ш. 138°30′ в. д. | (2004) 63°30′ ю. ш. 138°00′ в. д. | (2007) 64°29′49″ ю. ш. 137°41′02″ в. д. | (2010) 64°24′00″ ю. ш. 137°18′00″ в. д. | (2012) 64°24′00″ ю. ш. 137°06′00″ в. д. |

## Полярность
Традиционно конец магнита, указывающий направление на север, называется северным полюсом магнита, а противоположный конец — южным. Известно, однако, что одинаковые полюса отталкиваются, а не притягиваются. Из этого следует, что северный магнитный полюс на самом деле физически является южным магнитным полюсом.

## История
1 июня 1831 года английским полярным исследователем Джеймсом Россом, племянником капитана Джона Росса, в Канадском архипелаге, на полуострове Бутия, на мысе Аделаида (70°05′00″ с. ш. 96°47′00″ з. д.) был открыт магнитный полюс Северного полушария Земли — область, где магнитная стрелка занимает вертикальное положение, то есть магнитное наклонение равно 90°. Измеренное Джеймсом Россом магнитное наклонение в указанной точке было равно 89°59'.

## Дрейф полюса
Как заявил в 2005 году в Оттаве руководитель геомагнитной лаборатории канадского министерства природных ресурсов Ларри Ньюит, северный магнитный полюс Земли, как минимум 400 лет «принадлежавший» Канаде, «покинул» эту страну. Магнитный полюс, имеющий свойство перемещаться и примерно с начала XVII века располагавшийся под паковыми льдами в границах нынешней канадской Арктики, вышел за пределы 200-мильной зоны Канады.
После 1831 года, когда положение полюса было зафиксировано впервые, к 2019 году полюс сместился уже более чем на 2300 км в сторону Сибири и продолжает двигаться с ускорением. Скорость его перемещения увеличилась с 15 км в год в 2000 году до 55 км в год в 2019 году. Такой быстрый дрейф приводит к необходимости более частой корректировки навигационных систем, использующих магнитное поле Земли, например, в компасах в смартфонах или в резервных системах навигации кораблей и самолётов.
Согласно экстраполяции, в середине 2017 года Северный магнитный полюс впервые за историю наблюдений пересёк линию перемены дат, перейдя из Западного полушария в Восточное; в 2019 году, перейдя меридиан 168°49’30", перешёл в арктический сектор России, и если характер его движения кардинально не изменится, в середине XXI века достигнет Сибири.
На 2022 год, согласно экстраполяционным оценкам, Северный магнитный полюс находился по координатам 86°18′ с. ш. 151°54′ в. д..